# Eupithecia eupitheciata
Eupithecia eupitheciata är en fjärilsart som beskrevs av Walker 1863. Eupithecia eupitheciata ingår i släktet Eupithecia och familjen mätare. Inga underarter finns listade i Catalogue of Life.